# Crotalus ruber
Espèce
Synonymes
- Crotalus exsul Garman, 1884
- Crotalus adamanteus var. ruber Cope, 1892
- Crotalus lucasensis Van Denburgh, 1920
- Crotalus atrox elegans Schmidt, 1922
- Crotalus ruber elegans Schmidt, 1922
- Crotalus lorenzoensis Radcliffe & Maslin, 1975
- Crotalus ruber monserratensis Harris & Simmons, 1978

Statut de conservation UICN

 LC  : Préoccupation mineure
Crotalus ruber est une espèce de serpents de la famille des Viperidae.

## Répartition
Cette espèce se rencontre :
- aux États-Unis dans le sud-ouest de la Californie ;
- au Mexique dans l'État de Basse-Californie.

Elle est présente du niveau de la mer jusqu'à environ 1 500 m d'altitude.

## Description
Crotalus ruber mesure environ 100 cm, les plus grands mâles dépassant 140 cm (le plus grand spécimen connu mesurait 162 cm - Klauber, 1937).
Ce serpent venimeux et vivipare se nourrit de rongeurs (lapins, écureuils) et d'oiseaux, ainsi que de lézards et d'autres serpents (Wright, 1957).
La reproduction a lieu de février à avril. Les femelles donnent naissance en août à une portée de 3 à 20 petits qui mesurent environ 30 cm à la naissance.

## Liste des sous-espèces
Selon The Reptile Database (13 février 2014) :
- Crotalus ruber exsul Garman, 1884
- Crotalus ruber ruber Cope, 1892
- Crotalus ruber lorenzoensis Radcliffe & Maslin, 1975
- Crotalus ruber lucasensis Van Denburgh, 1920

## Galerie

Crotalus ruber
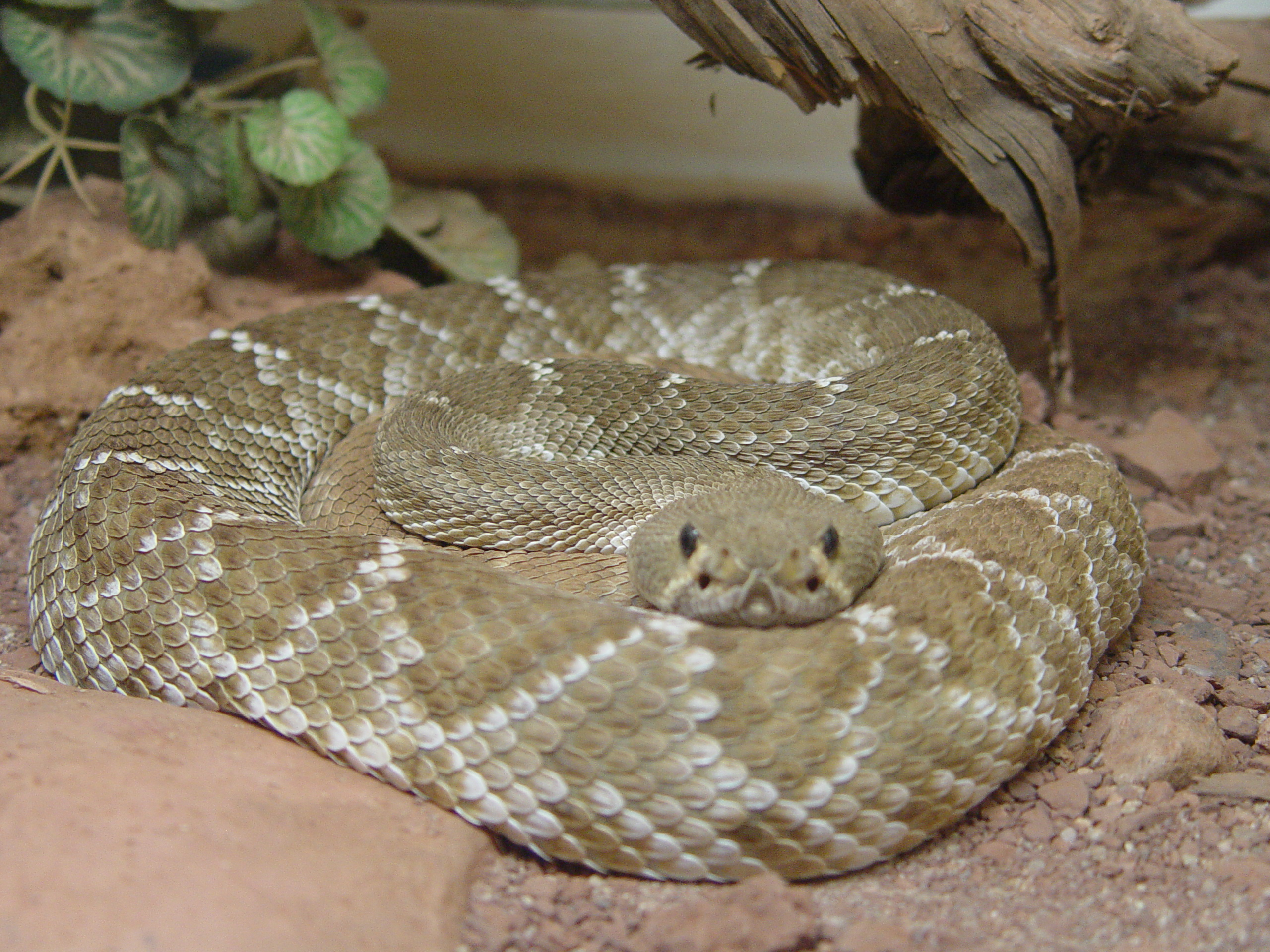
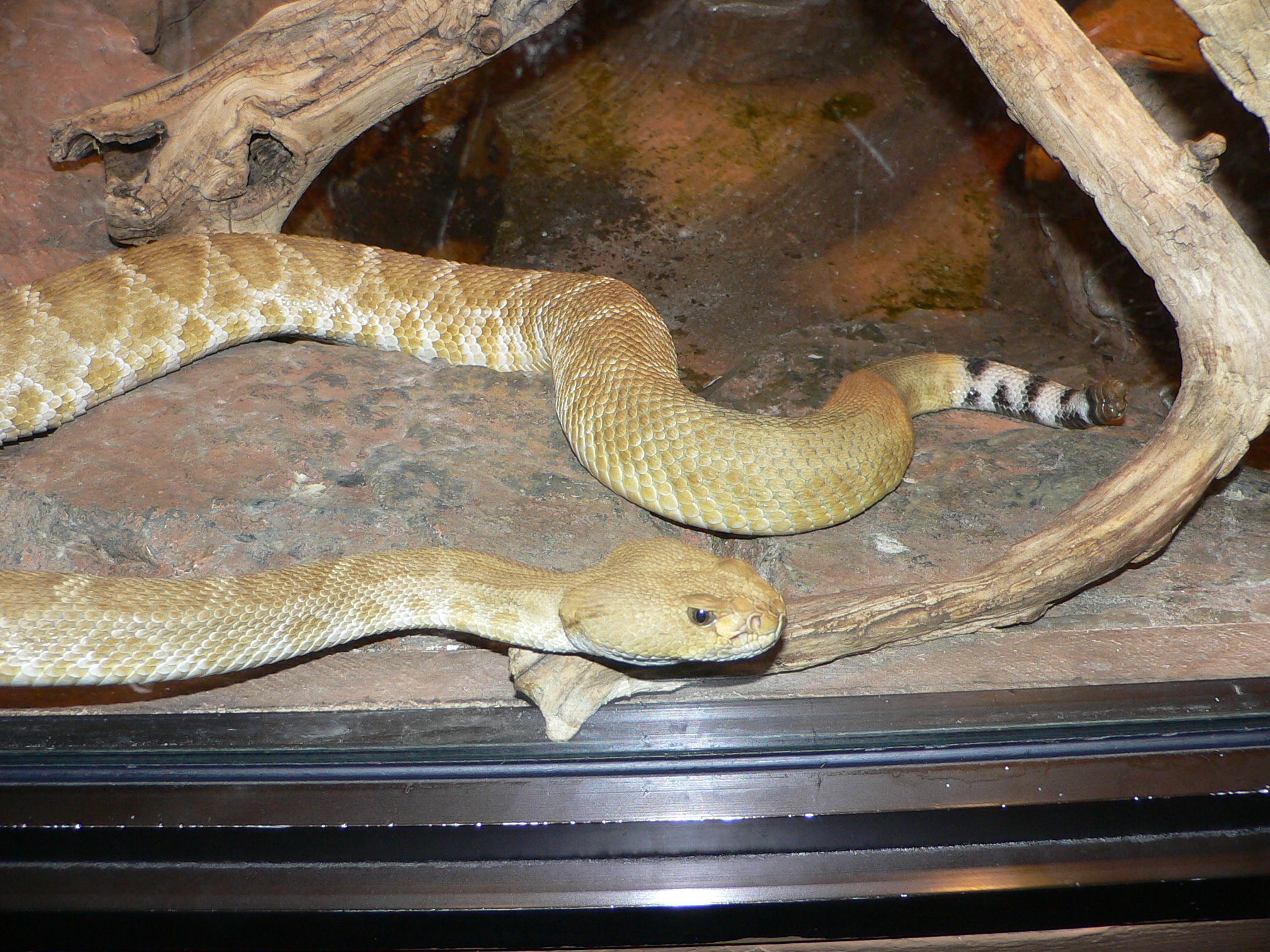

## Étymologie
Son nom d'espèce, du latin ruber, « rouge », lui a été donné en référence à sa teinte aux reflets rougeâtres.

## Publications originales
- Cope, 1892 : A critical review of the characters and variations of the snakes of North America. Proceedings of the United States National Museum, vol. 14, p. 589-694 (texte intégral).
- Garman, 1884 "1883" : The reptiles and batrachians of North America. Memoirs of the Museum of Comparative Zoology, Cambridge (Massachusetts), vol. 8, no 3, p. 1-185 (texte intégral).
- Radcliffe & Maslin, 1975 : A new subspecies of the red rattlesnake, Crotalus ruber, from San Lorenzo Sur Island, Baja California Norte, Mexico. Copeia, vol. 1975, no 3, p. 490-493.
- Van Denburgh, 1920 : Description of a new species of rattlesnake (Crotalus lucasensis) from Lower California.  Proceedings of the California Academy of Sciences, sér. 4, vol. 10, p. 29-30 (texte intégral).